# 186-я стрелковая дивизия (Западного фронта)
186-я стрелковая Брестская Краснознамённая орденов Суворова и Кутузова дивизия — советское воинское соединение во время Великой Отечественной войны.

## История
Дивизия была сформирована 19 августа 1939 года на основании директивы НКО СССР № 4/2/48601-4/2/486011 в Уральском военном округе на базе 4-го отдельного стрелкового Башкирского полка. 13 июня 1941 года под прикрытием сообщения ТАСС все семь армий второго стратегического эшелона получили директиву на тайное перемещение в ЗапОВО. В связи с призывом 4 возрастов(при норме 0,5возраста) в Германии в декабре 1940года, и призывом(600тыс) и отсутствием мобилизации(400тыс) в Румынии в феврале 1941. И наращиванием армии в Финляндии. 186-я дивизия, которая находилась в это время в лагере Юматово, сразу приступила к погрузке. Утром 20 июня дивизия прибыла на перевалочную станцию Великие Луки откуда направилась дальше на запад. Вечером 21 июня части дивизии в составе 62-го стрелкового корпуса 22-й армии прибыли на станцию Идрица и расположись там же вдоль бывшей советско-латвийской границы. Личному составу тут же был выданы новые комплекты обмундирования. Кирзовые ботинки были заменены на кожаные сапоги. Также было выдано новое оружие и полный комплект боеприпасов.
На третьи сутки с начала войны поступил приказ двигаться на запад, в сторону старой государственной границы чтобы быстро организовать оборону по линии Себеж — Дрисса — Витебск. Два дня дивизия металась взад-вперёд в районе между Себежем и старой государственной границей пока не поступил чёткий приказ разгрузиться и занять часть укреплений заброшенного Себежского укрепрайона.
Не успев оборудовать свои новые позиции, был получен новый приказ о переброске частей для обороны рубежа Улла—Бешенковичи под Витебском в целях прикрытия невельского направления. По дороге, на путях станции Идрица, эшелон дивизии попал под бомбёжку одним-единственным немецким самолётом, которому удалось уничтожить весь состав единственной бомбой. Из-за неразберихи на железной дороге сосредоточение частей дивизии в указанном районе к началу боев на рубеже Западной Двины так завершено и не было.
5 июля 1941 года части дивизии впервые столкнулись с противником, в результате чего была разгромлена походная колонна немцев. К этому времени к месту сосредоточения дивизии всё ещё не прибыли 446-й гаубичный артиллерийский полк, два батальона 238-го стрелкового полка и ряд других подразделений. В результате боёв 7 июля немцам удалось форсировать Западную Двину и захватить плацдарм. Наступавший против дивизии 39-й моторизованный корпус немцев смог прорвать её оборону, расчленить и частично окружить. Вечером 9 июля окружённым частям удалось прорвать окружение в районе ст. Сиротино.
В течение трёх суток дивизия отходила на север.
11 июля 1941 года 25-й стрелковый корпус получил приказ переправиться на правый берег р. Западная Двина на участке Прудники, Сеньково и выйти на рубеж Городок, оз. Лосвидо, Слобода, содействуя остальным войска 19-й армии взятию Витебска. Переправившись через Двину, корпус должен был принять в подчинение 186-ю стрелковую дивизию, до того отброшенную от Западной Двины в районе Уллы, однако не смог установить с ней связь.
12 июля 1941 года 186-я стрелковая дивизия сосредоточилась в лесах в 15 км восточнее населённого пункта Труды. В последующие дни вплоть до середины августа дивизия продолжала действовать в составе 62-го стрелкового корпуса, отходившего с боями на Невель, а затем в сторону Великих Лук. После окружения немцами 22-й армии дивизия и соседние части под общим руководством начальника оперотдела штаба 62-го стрелкового корпуса полковника А. Г. Шацкова к исходу 27 августа прорвала кольцо в шести километрах к востоку от Великих Лук и сосредоточились в районе ст. Скворцово. 238-й полк дивизии пробился к своим только на следующий день.
С февраля 1942 года по март 1943 года при выполнении боевой задачи по освобождению села Холмец (Ржевский выступ) погибла почти вся 158-я стрелковая дивизия, а затем — пришедшая ей на смену 186-я стрелковая дивизия Калининского фронта.
За героизм, проявленный в боях за Орёл, 186-я дивизия в августе 1943 года была награждена орденом Красного Знамени.
Участвовала в подготовке и форсировании водного рубежа (река Днепр) у деревни Шапчицы, которое состоялось 21-26 февраля 1944 года в ходе проведения Рогачевско-Жлобинской наступательной операции правого крыла Белорусского фронта. На рассвете 22 февраля после 10-ти минутного артналета у Шапчиц (с исходного рубежа Морговатка, Завонье) в 7:10 перешла в наступление в направлении поселка Покровский 186-я стрелковая дивизия в составе 298-го и 290-го стрелковых полков (338-й сп во втором эшелоне). «К 7:30 успешно форсировала р. Днепр, но встретив сильное огневое сопротивление с южн. опушки леса южн. Покровский и из района Виляховка, залегла перед опушкой леса. В 14:00 части дивизии после короткого артналета произвели вторичную атаку на опушку леса, но успеха не имели…» (из оперативной сводки). В настоящее время в центре деревни Шапчицы находится памятник на братской могиле с останками советских воинов, перезахороненных из ближайших деревень в 1951 году. Количество захороненных 1103, в том числе: 136 солдат, 1 партизан, 966 неизвестных.
Дивизия принимала участие в операции «Багратион». 24 июня 1944 года она прорвала немецкую оборону и, форсировав р. Друть, продвинулась на глубину 4-6 км. Однако вечером немцы нанесли по дивизии мощный удар, пробив в её боевых порядках брешь. Второй эшелон дивизии в составе двух стрелковых батальонов, артдивизиона и подразделения 122-миллиметровых гаубиц оказался в окружении, но уже утром 25 июня кольцо окружения было прорвано.
В ходе Люблин-Брестской операции дивизия 28 июля 1944 года овладела городом Брест. За это она была награждена орденом Кутузова и получила почётное наименование «Брестской». Далее дивизия в составе 65-й армии генерала П. И. Батова форсировала р. Буг, освобождала Варшаву, с боями двигалась в направлении Данцига и Гдыни, приняв участие в штурме этих городов.
Во время Берлинской операции дивизия оказалась на одном из наиболее важных участков фронта. В ночь на 15 апреля 1945 года разведотряд дивизии начал форсирование Ост-Одера. Преодолев стремительным броском первую водную преграду, отряд овладел дамбой на западном берегу. В ходе боя противник трижды переходил в контратаку, но был отброшен. 20 апреля разведывательный отряд, взаимодействуя с полками первого эшелона дивизии, после артиллерийской подготовки на лодках форсировал р. Вест-Одер и захватил плацдарм. 25 апреля пал Штеттин. Продолжая наступление, дивизия вышла к городам Шверин, Барт и Росток.

## Подчинение
| На дату         | Фронт (округ)         | Армия      | Корпус (группа)        |
| --------------- | --------------------- | ---------- | ---------------------- |
| 22 июня 1941    | Резерв Ставки ГК      | 22-я армия | 62-й стрелковый корпус |
| 10 июля 1941    | Западный фронт        | 22-я армия | 62-й стрелковый корпус |
| 1 октября 1941  | Западный фронт        | 22-я армия |                        |
| 19 октября 1941 | Калининский фронт     | 22-я армия |                        |
| 1 ноября 1942   | Калининский фронт     | 39-я армия |                        |
| 1 апреля 1943   | Московский ВО         |            |                        |
| 1 мая 1943      | Брянский фронт        |            | 25-й стрелковый корпус |
| 1 августа 1943  | Брянский фронт        | 3-я армия  |                        |
| 1 сентября 1943 | Брянский фронт        | 11-я армия | 53-й стрелковый корпус |
| 1 октября 1943  | Брянский фронт        | 3-я армия  | 41-й стрелковый корпус |
| 1 ноября 1943   | Белорусский фронт     | 3-я армия  | 41-й стрелковый корпус |
| 1 марта 1944    | 1-й Белорусский фронт | 50-я армия | 80-й стрелковый корпус |
| 1 апреля 1944   | 1-й Белорусский фронт | 3-я армия  | 80-й стрелковый корпус |
| 1 августа 1944  | 1-й Белорусский фронт | 65-я армия | 46-й стрелковый корпус |
| 1 декабря 1944  | 2-й Белорусский фронт | 65-я армия | 46-й стрелковый корпус |
| 1 мая 1945      | 2-й Белорусский фронт | 65-я армия | 46-й стрелковый корпус |

## Состав
- 238-й стрелковый полк (I) — до 1 июня 1942
- 234-й стрелковый полк (I) — с 10 апреля 1942
- 238-й стрелковый полк (II) — с 1 июня 1942 г.
- 290-й стрелковый полк, (майор П. С. Хаустович, с августа 1939 — по июль 1941; подполковник И. В. Панчук с августа — по декабрь 1941)
- 298-й стрелковый полк (879-й, 653-й)
- 327-й артиллерийский полк
- 227-й (327-й) отдельный истребительно-противотанковый дивизион
- 508-я зенитная артиллерийская батарея (264-й отдельный зенитный артиллерийский дивизион) — до 9 марта 1943 г.
- 465-й пулемётный батальон (с 1 октября 1942 по 9 апреля 1943)
- 107-я отдельная разведывательная рота
- 255-й отдельный сапёрный батальон
- 244-й отдельный батальон связи (574-я отдельная рота связи)
- 167-й медико-санитарный батальон
- 133-я (111-я) отдельная рота химической защиты
- 38-я (164-я) автотранспортная рота
- 296-я полевая хлебопекарня (42-я, 35-я полевая хлебопекарня)
- 92-й дивизионный ветеринарный лазарет
- 406-я (1483-я) полевая почтовая станция
- 138-я полевая касса Государственного банка

## Командиры
- Н. И. Бирюков (19 августа 1939 — 12 сентября 1941), полковник, генерал-майор
- Пилипенко, Антон Петрович (21 сентября — 23 октября 1941), полковник
- Зыгин, Алексей Иванович (23 октября 1941 — 28 февраля 1942), генерал-майор
- Никитин, Михаил Иванович (28 февраля — 31 августа 1942), майор, подполковник
- Урбанович, Виктор Казимирович (31 августа 1942 — 3 июля 1943), генерал-майор
- Яцкевич, Николай Прохорович (3 — 26 июля 1943), полковник
- Ревуненков, Григорий Васильевич (26 июля 1943 — 27 ноября 1944), полковник, генерал-майор
- Величко, Семён Саввич (27 ноября 1944 — март 1946), полковник, генерал-майор

## Награды дивизии
| Награда (наименование)            | Дата награждения                                                    | За что награждена |
| --------------------------------- | ------------------------------------------------------------------- | --- |
| Почётное наименование «Брестская» | Приказ Верховного Главнокомандующего № 0258 от 10 августа 1944 года | за отличие в боях за город Брест. |
| Орден Красного Знамени            | Указ Президиума Верховного Совета СССР от 2 июля 1944 года          | За образцовое выполнение боевых заданий командования в боях с немецкими захватчиками при прорыве сильно укреплённой обороны немцев, прикрывающей Бобруйское направление, и проявленные при этом доблесть и мужество. |
| Орден Суворова II степени         | Указ Президиума Верховного Совета СССР от 4 июня 1945 года          | За образцовое выполнение заданий командования в боях с немецкими захватчиками при овладении городами Штеттин, Гартц, Пенкун, Казеков, Шведт и проявленные при этом доблесть и мужество.                              |
| Орден Кутузова II степени         | Указ Президиума Верховного Совета СССР от 4 июня 1945 года          | За образцовое выполнение боевых заданий командования в боях с немецкими захватчиками при овладении островом Рюген и проявленные при этом доблесть и мужество.                                                        |

Награды частей дивизии:
- 238-й стрелковый Плоньский Краснознамённый[5] ордена Суворова[6] полк
- 298-й стрелковый ордена Суворова[7] полк
- 327-й артиллерийский орденов Суворова[6] и Кутузова[5] полк
- 227-й отдельный истребительно-противотанковый ордена Кутузова[5] дивизион
- 255-й отдельный сапёрный орденов Кутузова[6] и Красной Звезды[5]батальон
- 244-й отдельный ордена Александра Невского[5] батальон связи

## Отличившиеся воины дивизии
- Вотинов, Степан Парфёнович, старший сержант, командир орудия 227-го отдельного истребительно-противотанкового дивизиона.
- Кузнецов, Фёдор Иванович, майор, начальник разведки дивизии.
- Лесик, Иван Андреевич, подполковник, командир 298-го стрелкового полка.
- Петрик, Афанасий Филиппович, старший сержант, командир отделения 255-го отдельного сапёрного батальона.
- Петухов, Алексей Сафронович, младший сержант, командир отделения роты противотанковых ружей 298-го стрелкового полка.
- Сидоров, Дмитрий Павлович, лейтенант, комсорг батальона 298-го стрелкового полка.
- Усатый, Григорий Яковлевич, старший лейтенант, командир роты 238-го стрелкового полка.
- Шокотов, Сергей Николаевич, ефрейтор, разведчик 107 отдельной разведывательной роты[8]р

## Боевой период
С 29 сентября 1941 по 9 марта 1943 и с 30 марта 1943 по 9 мая 1945 г.

## Известные люди, связанные с дивизией
- Меткалёв, Анатолий Григорьевич — В 1939-1941 гг. служил начальником артиллерии дивизии. Впоследствии советский военачальник, генерал-лейтенант артиллерии.